# Литва на літніх Олімпійських іграх 2016
Литву на літніх Олімпійських іграх 2016  представляли 67 спортсменів у 15 видах спорту.

## Медалісти
| Медалі | Спортсмени                            | Вид спорту                      | Дисципліна                       | Дата      |
| ------ | ------------------------------------- | ------------------------------- | -------------------------------- | --------- |
| Срібло | Міндаугас Грішконіс Саулюс Ріттер     | Академічне веслування           | чоловіки, двійки парні           | 11 серпня |
| Бронза | Мільда Вальчукайте Доната Віштартайте | Академічне веслування           | жінки, двійки парні              | 11 серпня |
| Бронза | Аурімас Дідзбаліс                     | Важка атлетика                  | чоловіки, до 94 кг               | 13 серпня |
| Бронза | Аурімас Ланкас Едвінас Раманаускас    | Веслування на байдарках і каное | чоловіки, байдарка-двійка, 200 м | 18 серпня |

## Спортсмени
| Дисципліна                      | Чоловіки | Жінки | Разом |
| ------------------------------- | -------- | ----- | ----- |
| Легка атлетика                  | 7        | 9     | 16    |
| Баскетбол                       | 12       | 0     | 12    |
| Бокс                            | 2        | 0     | 2     |
| Веслування на байдарках і каное | 6        | 0     | 6     |
| Велоспорт                       | 2        | 2     | 4     |
| Гімнастика                      | 1        | 0     | 1     |
| Дзюдо                           | 0        | 1     | 1     |
| Сучасне п'ятиборство            | 1        | 2     | 3     |
| Академічне веслування           | 7        | 3     | 10    |
| Вітрильний спорт                | 1        | 1     | 2     |
| Стрільба                        | 1        | 0     | 1     |
| Плавання                        | 5        | 1     | 6     |
| Теніс                           | 1        | 0     | 1     |
| Важка атлетика                  | 1        | 0     | 1     |
| Боротьба                        | 1        | 0     | 1     |
| Разом                           | 48       | 19    | 67    |

## Легка атлетика
Легенда
- Note – для трекових дисциплін місце вказане лише для забігу, в якому взяв участь спортсмен
- Q = пройшов у наступне коло напряму
- q = пройшов у наступне коло за добором (для трекових дисциплін - найшвидші часи серед тих, хто не пройшов напряму; для технічних дисциплін - увійшов до визначеної кількості фіналістів за місцем якщо напряму пройшло менше спортсменів, ніж визначена кількість)
- NR = Національний рекорд
- N/A = Коло відсутнє у цій дисципліні
- Bye = спортсменові не потрібно змагатися у цьому колі

Трекові і шосейні дисципліни
Чоловіки
| Спортсмен         | Дисципліна      | Фінал      | Фінал |
| Спортсмен         | Дисципліна      | Результат  | Місце |
| ----------------- | --------------- | ---------- | ----- |
| Валдас Дополскас  | Марафон         | 2:28:21    | 111   |
| Ремігіюс Канчис   | Марафон         | 2:21:10    | 75    |
| Астурас Мастяніца | ходьба на 50 км | DNF        | DNF   |
| Марюс Шавелскіс   | ходьба на 20 км | 1:29:26    | 59    |
| Тадас Шушкевічус  | ходьба на 50 км | 4:04:10    | 33    |
| Маріус Жукас      | ходьба на 20 км | 1:22:27 SB | 26    |

Жінки
| Спортсменка                | Дисципліна      | Попередній забіг | Попередній забіг | Півфінал         | Півфінал         | Фінал            | Фінал            |
| Спортсменка                | Дисципліна      | Результат        | Місце            | Результат        | Місце            | Результат        | Місце            |
| -------------------------- | --------------- | ---------------- | ---------------- | ---------------- | ---------------- | ---------------- | ---------------- |
| Нярінга Айдіетіте          | ходьба на 20 км | Н/Д              | Н/Д              | Н/Д              | Н/Д              | DNF              | DNF              |
| Егле Бальчюнайте           | 800 м           | 2:02.98 SB       | 6                | Завершила виступ | Завершила виступ | Завершила виступ | Завершила виступ |
| Раса Драздаускайте         | Марафон         | Н/Д              | Н/Д              | Н/Д              | Н/Д              | 2:35:50          | 37               |
| Діана Лобачевська          | Марафон         | Н/Д              | Н/Д              | Н/Д              | Н/Д              | 2:30:48          | 17               |
| Живіле Вайцюкевічуте       | ходьба на 20 км | Н/Д              | Н/Д              | Н/Д              | Н/Д              | 1:41:28          | 56               |
| Брігіта Вірбалюте-Дімшіене | ходьба на 20 км | Н/Д              | Н/Д              | Н/Д              | Н/Д              | 1:35:11          | 29               |
| Вайда Жусінайте            | Марафон         | Н/Д              | Н/Д              | Н/Д              | Н/Д              | 2:35:53          | 38               |

Технічні дисципліни
| Спортсмен         | Дисципліна               | Кваліфікація       | Кваліфікація | Фінал              | Фінал |
| Спортсмен         | Дисципліна               | Результат у метрах | Місце        | Результат у метрах | Місце |
| ----------------- | ------------------------ | ------------------ | ------------ | ------------------ | ----- |
| Андрюс Гудзюс     | метання диска (чоловіки) | 65.18 SB           | 4 q          | 60.66              | 12    |
| Айріне Пальшите   | стрибки у висоту (жінки) | 1.94               | 11 Q         | 1.88               | 13    |
| Зінаїда Сендріуте | метання диска (жінки)    | 60.79              | 11 q         | 61.89 SB           | 10    |

## Баскетбол

### Чоловічий турнір
Склад команди
Нижче наведено склад збірної Литви в турнірі з баскетболу на літніх Олімпійських іграх 2016.
Груповий етап
| Команда   | І | В | П | З   | П   | РМ  | О |
| --------- | - | - | - | --- | --- | --- | - |
| Хорватія  | 5 | 3 | 2 | 400 | 407 | -7  | 8 |
| Іспанія   | 5 | 3 | 2 | 432 | 357 | +75 | 8 |
| Литва     | 5 | 3 | 2 | 392 | 428 | -36 | 8 |
| Аргентина | 5 | 3 | 2 | 441 | 428 | +13 | 8 |
| Бразилія  | 5 | 2 | 3 | 411 | 407 | +4  | 7 |
| Нігерія   | 5 | 1 | 4 | 392 | 441 | −49 | 6 |

| 7 серпня 2016 14:15 | Протокол | Бразилія                                        | 76–82 | Литва                                               |  | Арена Каріока 1, Ріо-де-Жанейро Глядачів: 7990 |
| 7 серпня 2016 14:15 | Протокол | Рахунок за чвертями: 17-27, 12-31, 23-12, 24-12 |       |                                                     |  | Арена Каріока 1, Ріо-де-Жанейро Глядачів: 7990 |
| 7 серпня 2016 14:15 | Протокол | Очки: Барбоза 21 Підб.: Нене 8 РП: Уертас 3     |       | Очки: Калнієтіс 16 Підб.: Янкунас 7 РП: Калнієтіс 8 |  | Арена Каріока 1, Ріо-де-Жанейро Глядачів: 7990 |

| 9 серпня 2016 19:00 | Протокол | Литва                                              | 89–80 | Нігерія                                 |  | Арена Каріока 1, Ріо-де-Жанейро Глядачів: 5785 |
| 9 серпня 2016 19:00 | Протокол | Рахунок за чвертями: 13–16, 23–25, 29–13, 24–26    |       |                                         |  | Арена Каріока 1, Ріо-де-Жанейро Глядачів: 5785 |
| 9 серпня 2016 19:00 | Протокол | Очки: Мачюліс 21 Підб.: Сабоніс 7 РП: Калнієтіс 12 |       | Очки: Діогу 19 Підб.: Діогу 7 РП: Ере 4 |  | Арена Каріока 1, Ріо-де-Жанейро Глядачів: 5785 |

| 11 серпня 2016 22:30 | Протокол | Литва                                                    | 81–73 | Аргентина                                              |  | Арена Каріока 1, Ріо-де-Жанейро |
| 11 серпня 2016 22:30 | Протокол | Рахунок за чвертями: 16–15, 14–12, 27–22, 24–24          |       |                                                        |  | Арена Каріока 1, Ріо-де-Жанейро |
| 11 серпня 2016 22:30 | Протокол | Очки: Кузмінскас 23 Підб.: Валанчюнас 10 РП: Калнієтіс 7 |       | Очки: Джінобілі 22 Підб.: Носіоні, Скола 7 РП: Скола 4 |  | Арена Каріока 1, Ріо-де-Жанейро |

| 13 серпня 2016 19:00 | Протокол | Іспанія                                         | 109–59 | Литва                                                  |  | Арена Каріока 1, Ріо-де-Жанейро Глядачів: 11045 |
| 13 серпня 2016 19:00 | Протокол | Рахунок за чвертями: 26–11, 22–18, 36–16, 25–14 |        |                                                        |  | Арена Каріока 1, Ріо-де-Жанейро Глядачів: 11045 |
| 13 серпня 2016 19:00 | Протокол | Очки: Газоль 23 Підб.: Реєс 9 РП: Люль 6        |        | Очки: Кузмінскас 17 Підб.: Валанчюнас 10 РП: Мачюліс 2 |  | Арена Каріока 1, Ріо-де-Жанейро Глядачів: 11045 |

| 15 серпня 2016 22:30 | Протокол | Литва                                                   | 81–90 | Хорватія                                        |  | Арена Каріока 1, Ріо-де-Жанейро Глядачів: 7809 |
| 15 серпня 2016 22:30 | Протокол | Рахунок за чвертями: 21–13, 20–34, 14–28, 26–15         |       |                                                 |  | Арена Каріока 1, Ріо-де-Жанейро Глядачів: 7809 |
| 15 серпня 2016 22:30 | Протокол | Очки: Калнієтіс 26 Підб.: Валанчюнас 6 РП: Калнієтіс 11 |       | Очки: Богданович 22 Підб.: Симон 10 РП: Симон 6 |  | Арена Каріока 1, Ріо-де-Жанейро Глядачів: 7809 |

Чвертьфінал
| 17 серпня 2016 11:00 | Протокол | Австралія                                       | 90–64 | Литва                                                               |  | Молодіжна арена Глядачів: 9 348 |
| 17 серпня 2016 11:00 | Протокол | Рахунок за чвертями: 26–17, 22–13, 22–13, 20–21 |       |                                                                     |  | Молодіжна арена Глядачів: 9 348 |
| 17 серпня 2016 11:00 | Протокол | Очки: Міллс 24 Підб.: Богут 7 РП: Богут 6       |       | Очки: Калнієтіс, Каваляускас 12 Підб.: Валанчюнас 8 РП: Калнієтіс 5 |  | Молодіжна арена Глядачів: 9 348 |

## Бокс
| Спортсмен           | Категорія           | 1/16 фіналу        | 1/8 фіналу         | Чвертьфінали       | Півфінали          | Фінал              | Фінал           |                 |
| Спортсмен           | Категорія           | Суперник Результат | Суперник Результат | Суперник Результат | Суперник Результат | Суперник Результат | Місце           |                 |
| ------------------- | ------------------- | ------------------ | ------------------ | ------------------ | ------------------ | ------------------ | --------------- | --------------- |
| Евальдас Петраускас | до 64 кг (чоловіки) | Kumar (IND) L 1–2  | Завершив виступ    | Завершив виступ    | Завершив виступ    | Завершив виступ    | Завершив виступ |                 |
| Еймантас Станіоніс  | до 69 кг (чоловіки) | Liu W (CHN) W 3–0  | Гіясов (UZB) L 0–3 | Завершив виступ    | Завершив виступ    | Завершив виступ    | Завершив виступ | Завершив виступ |

## Веслування на байдарках і каное

### Спринт
| Спортсмен                          | Дисципліна             | Заїзди   | Заїзди | Півфінали | Півфінали | Фінал    | Фінал |
| Спортсмен                          | Дисципліна             | Час      | Місце  | Час       | Місце     | Час      | Місце |
| ---------------------------------- | ---------------------- | -------- | ------ | --------- | --------- | -------- | ----- |
| Ігнас Навакаускас                  | Б-1, 200 м (чоловіки)  | 35.144   | 4 Q    | 35.168    | 5 FB      | 37.075   | 9     |
| Henrikas Žustautas                 | К-1, 200 м (чоловіки)  | 40.048   | 2 Q    | 41.187    | 6 FB      | 40.230   | 11    |
| Аурімас Ланкас Едвінас Раманаускас | Б-2, 200 м (чоловіки)  | 31.755   | 1 FA   | Bye       | Bye       | 32.382   | 3     |
| Річардас Некріошіус Андрей Олійник | Б-2, 1000 м (чоловіки) | 3:24.246 | 3 Q    | 3:18.526  | 2 FA      | 3:14.748 | 5     |

Пояснення до кваліфікації: FA = Кваліфікувались до фіналу A (за медалі); FB = Кваліфікувались до фіналу B (не за медалі)

## Велоспорт

### Шосе
| Спортсмен            | Дисципліна                       | Час     | Місце |
| -------------------- | -------------------------------- | ------- | ----- |
| Ігнатас Коноваловас  | Групова шосейна гонка (чоловіки) | OTL     | OTL   |
| Рамунас Навардаускас | Групова шосейна гонка (чоловіки) | 6:22:23 | 35    |
| Дайва Тушлайте       | групова шосейна гонка (жінки)    | 3:58:34 | 34    |

### Трек
Спринт
| Спортсмен         | Дисципліна     | Кваліфікація           | Кваліфікація | Раунд 1                         | Втішний поєдинок 1              | Раунд 2                         | Втішний поєдинок 2                       | Чвертьфінали                    | Півфінали                       | Фінал                                                           | Фінал |
| Спортсмен         | Дисципліна     | Час Швидкість (км/год) | Місце        | Суперник Час Швидкість (км/год) | Суперник Час Швидкість (км/год) | Суперник Час Швидкість (км/год) | Суперник Час Швидкість (км/год)          | Суперник Час Швидкість (км/год) | Суперник Час Швидкість (км/год) | Суперник Час Швидкість (км/год)                                 | Місце |
| ----------------- | -------------- | ---------------------- | ------------ | ------------------------------- | ------------------------------- | ------------------------------- | ---------------------------------------- | ------------------------------- | ------------------------------- | --------------------------------------------------------------- | ----- |
| Сімона Крупекайте | спринт (жінки) | 10.978 65.585          | 10 Q         | Мірс (AUS) W 11.308 63.671      | Bye                             | Лігтле (NED) L                  | Куефф (FRA) Хансен (NZL) W 11.614 61.994 | Марчант (GBR) L, L              | Завершила виступ                | поєдинок за 5-те місце Тяньши (CHN) Лі Хв (HKG) Войнова (RUS) L | 7     |

Кейрін
| Спортсмен         | Дисципліна     | Перший раунд | Втішний поєдинок | Другий раунд | Final |
| Спортсмен         | Дисципліна     | Місце        | Місце            | Місце        | Місце |
| ----------------- | -------------- | ------------ | ---------------- | ------------ | ----- |
| Сімона Крупекайте | кейрін (жінки) | 2 Q          | Bye              | 5            | 12    |

## Гімнастика

### Спортивна гімнастика
Чоловіки
| Спортсмен | Дисципліна | Кваліфікація    | Кваліфікація       | Кваліфікація | Кваліфікація | Кваліфікація | Кваліфікація | Кваліфікація | Кваліфікація | Фінал  | Фінал  | Фінал  | Фінал  | Фінал           | Фінал           | Фінал           | Фінал           |                 |                 |                 |                 |
| Спортсмен | Дисципліна | Вправа          | Вправа             | Вправа       | Вправа       | Вправа       | Вправа       | Загалом      | Місце        | Вправа | Вправа | Вправа | Вправа | Вправа          | Вправа          | Загалом         | Місце           |                 |                 |                 |                 |
| --------- | ---------- | --------------- | ------------------ | ------------ | ------------ | ------------ | ------------ | ------------ | ------------ | ------ | ------ | ------ | ------ | --------------- | --------------- | --------------- | --------------- | --------------- | --------------- | --------------- | --------------- |
| Спортсмен | Дисципліна | Роберт Творогал | Абсолютна першість | 13.866       | 13.366       | 13.466       | 14.113       | Загалом      | Місце        | 13.500 | 14.166 | 82.497 | 42     | Завершив виступ | Завершив виступ | Завершив виступ | Завершив виступ | Завершив виступ | Завершив виступ | Завершив виступ | Завершив виступ |

## Дзюдо
| Спортсмен      | Категорія           | 1/16 фіналу        | 1/8 фіналу            | Чвертьфінали       | Півфінали          | Втішний поєдинок   | Фінал / БМ         | Фінал / БМ       |
| Спортсмен      | Категорія           | Суперник Результат | Суперник Результат    | Суперник Результат | Суперник Результат | Суперник Результат | Суперник Результат | Місце            |
| -------------- | ------------------- | ------------------ | --------------------- | ------------------ | ------------------ | ------------------ | ------------------ | ---------------- |
| Санта Пакеніте | понад 78 кг (жінки) | Bye                | Ямабе (JPN) L 000–100 | Завершила виступ   | Завершила виступ   | Завершила виступ   | Завершила виступ   | Завершила виступ |

## Сучасне п'ятиборство
| Спортсмен          | Дисципліна | Фехтування (шпага, один дотик) | Фехтування (шпага, один дотик) | Фехтування (шпага, один дотик) | Фехтування (шпага, один дотик) | Плавання (200 м вільним стилем) | Плавання (200 м вільним стилем) | Плавання (200 м вільним стилем) | Верхова їзда (конкур) | Верхова їзда (конкур) | Верхова їзда (конкур) | Комбіновано: стрільба/біг (10 м, пневматичний пістолет)/(3200 м) | Комбіновано: стрільба/біг (10 м, пневматичний пістолет)/(3200 м) | Комбіновано: стрільба/біг (10 м, пневматичний пістолет)/(3200 м) | Загалом очок | Підсумкове місце |
| Спортсмен          | Дисципліна | RR                             | BR                             | Місце                          | Очки                           | Час                             | Місце                           | Очки                            | Штрафні очки          | Місце                 | Очки                  | Час                                                              | Місце                                                            | MP Points                                                        | Загалом очок | Підсумкове місце |
| ------------------ | ---------- | ------------------------------ | ------------------------------ | ------------------------------ | ------------------------------ | ------------------------------- | ------------------------------- | ------------------------------- | --------------------- | --------------------- | --------------------- | ---------------------------------------------------------------- | ---------------------------------------------------------------- | ---------------------------------------------------------------- | ------------ | ---------------- |
| Юстінас Кіндеріс   | чоловіки   | 18–17                          | 3                              | 18                             | 211                            | 2:06.84                         | 30                              | 320                             | EL                    | =33                   | 0                     | 11:27.33                                                         | 15                                                               | 613                                                              | 1144         | 34               |
| Лаура Асадаускайте | жінки      | 19–16                          | 2                              | 11                             | 216                            | 2:21.01                         | 28                              | 277                             | EL                    | =31                   | 0                     | 12:01.01 OR                                                      | 1                                                                | 579                                                              | 1072         | 30               |
| Єва Серапінайте    | жінки      | 15–20                          | 0                              | 26                             | 190                            | 2:14.43                         | 10                              | 297                             | 35                    | 26                    | 265                   | 14:29.68                                                         | 35                                                               | 431                                                              | 1183         | 28               |

## Академічне веслування
Чоловіки
| Спортсмен                                                                  | Дисципліна     | Заїзди  | Заїзди | Втішний заплив | Втішний заплив | Чвертьфінали | Чвертьфінали | Півфінали | Півфінали | Фінал   | Фінал |
| Спортсмен                                                                  | Дисципліна     | Час     | Місце  | Час            | Місце          | Час          | Місце        | Час       | Місце     | Час     | Місце |
| -------------------------------------------------------------------------- | -------------- | ------- | ------ | -------------- | -------------- | ------------ | ------------ | --------- | --------- | ------- | ----- |
| Армандас Кельмеліс                                                         | Парні одиночки | 7:34.59 | 5 R    | 7:13.36        | 1 QF           | 7:04.67      | 5 SC/D       | 7:20.72   | 4 FD      | 7:00.72 | 19    |
| Міндаугас Грішконіс Саулюс Ріттер                                          | Парні двійки   | 6:29.11 | 1 SA/B | Bye            | Bye            | Н/Д          | Н/Д          | 6:14.61   | 1 FA      | 6:51.39 | 2     |
| Аурімас Адомавічюс Мартінас Джяугіс Домінікас Янчіоніс Довидас Немеравічюс | Парні четвірки | 5:58.70 | 5 R    | 5:55.78        | 3 FB           | Н/Д          | Н/Д          | Н/Д       | Н/Д       | 6:15.16 | 9     |

Жінки
| Спортсменка                           | Дисципліна     | Заїзди  | Заїзди | Втішний заплив | Втішний заплив | Чвертьфінали | Чвертьфінали | Півфінали | Півфінали | Фінал   | Фінал |
| Спортсменка                           | Дисципліна     | Час     | Місце  | Час            | Місце          | Час          | Місце        | Час       | Місце     | Час     | Місце |
| ------------------------------------- | -------------- | ------- | ------ | -------------- | -------------- | ------------ | ------------ | --------- | --------- | ------- | ----- |
| Ліна Шалтіте                          | Парні одиночки | 8:35.92 | 3 QF   | Bye            | Bye            | 7:38.39      | 5 SC/D       | 7:55.57   | 1 FC      | 7:30.38 | 14    |
| Мільда Вальчукайте Доната Віштартайте | Парні двійки   | 7:04.82 | 1 SA/B | Bye            | Bye            | Н/Д          | Н/Д          | 6:52.46   | 2 FA      | 7:43.76 | 3     |

Пояснення до кваліфікації: FA=Фінал A (за медалі); FB=Фінал B (не за медалі); FC=Фінал C (не за медалі); FD=Фінал D (не за медалі); FE=Фінал E (не за медалі); FF=Фінал F (не за медалі); SA/B=Півфінали A/B; SC/D=Півфінали C/D; SE/F=Півфінали E/F; QF=Чвертьфінали; R=Потрапив у втішний заплив

## Вітрильний спорт
| Спортсмен      | Дисципліна      | Заплив | Заплив | Заплив | Заплив | Заплив | Заплив | Заплив | Заплив | Заплив | Заплив | Заплив | Заплив | Заплив | Очки | Підсумкове місце |
| Спортсмен      | Дисципліна      | 1      | 2      | 3      | 4      | 5      | 6      | 7      | 8      | 9      | 10     | 11     | 12     | M*     | Очки | Підсумкове місце |
| -------------- | --------------- | ------ | ------ | ------ | ------ | ------ | ------ | ------ | ------ | ------ | ------ | ------ | ------ | ------ | ---- | ---------------- |
| Юозас Бернотас | RS:X (чоловіки) | 19     | 23     | 17     | 29     | DNF    | 14     | 26     | DNF    | 21     | UFD    | 26     | 29     | EL     | 278  | 26               |
| Гінтаре Шейдт  | Лазер радіал    | UFD    | 1      | 8      | 8      | 12     | 5      | 12     | 21     | 4      | 11     | Н/Д    | Н/Д    | 8      | 90   | 7                |

M = Медальний заплив; DNF = Did not finish; UFD = "U" flag disqualification; EL = Вибув – не потрапив до медального запливу;

## Стрільба
| Спортсмен           | Дисципліна      | Кваліфікація | Кваліфікація | Півфінал        | Півфінал        | Фінал           | Фінал           |
| Спортсмен           | Дисципліна      | Очки         | Місце        | Очки            | Місце           | Очки            | Місце           |
| ------------------- | --------------- | ------------ | ------------ | --------------- | --------------- | --------------- | --------------- |
| Рональдас Рачинскас | скит (чоловіки) | 112          | 30           | Завершив виступ | Завершив виступ | Завершив виступ | Завершив виступ |

Пояснення до кваліфікації: Q = Пройшов у наступне коло; q = Кваліфікувався щоб змагатись у поєдинку за бронзову медаль

## Плавання
Чоловіки
| Сімонас Біліс                                                 | 50 м вільним стилем           | 22.01 NR | 14 Q | 21.71 NR        | 6 Q             | 22.08           | 8               |                 |                 |
| Сімонас Біліс                                                 | 100 м вільним стилем          | 49.16    | 30   | Завершив виступ | Завершив виступ | Завершив виступ | Завершив виступ |                 |                 |
| Данас Рапшис                                                  | 100 м на спині                | 54.40    | 24   | Завершив виступ | Завершив виступ | Завершив виступ | Завершив виступ |                 |                 |
| Данас Рапшис                                                  | 200 м на спині                | 1:59.58  | 21   | Завершив виступ | Завершив виступ | Завершив виступ | Завершив виступ |                 |                 |
| Андрюс Шідлаускас                                             | 100 м брасом                  | 1:00.59  | 23   | Завершив виступ | Завершив виступ | Завершив виступ | Завершив виступ |                 |                 |
| Гедрюс Тітяніс                                                | 100 м брасом                  | 59.90    | 12 Q | 59.80           | 10              | Завершив виступ | Завершив виступ | Завершив виступ | Завершив виступ |
| Гедрюс Тітяніс                                                | 200 м брасом                  | 2:12.13  | 22   | Завершив виступ | Завершив виступ | Завершив виступ | Завершив виступ |                 |                 |
| Сімонас Біліс Дейвідас Маргевічюс Данас Рапшис Гедрюс Тітяніс | Естафета 4 × 100 м комплексом | 3:35.90  | 14   | Н/Д             | Н/Д             | Завершив виступ | Завершив виступ |                 |                 |

Жінки
| Спортсменка    | Дисципліна   | Попередній заплив | Попередній заплив | Півфінал | Півфінал | Фінал   | Фінал |
| Спортсменка    | Дисципліна   | Час               | Місце             | Час      | Місце    | Час     | Місце |
| -------------- | ------------ | ----------------- | ----------------- | -------- | -------- | ------- | ----- |
| Рута Мейлутіте | 100 м брасом | 1:06.35           | 4 Q               | 1:06.44  | 4 Q      | 1:07.32 | 7     |

## Теніс
| Спортсмен         | Дисципліна                  | 1/32 фіналу              | 1/16 фіналу        | 1/8 фіналу         | Чвертьфінали       | Півфінали          | Фінал / БМ         | Фінал / БМ      |
| Спортсмен         | Дисципліна                  | Суперник Результат       | Суперник Результат | Суперник Результат | Суперник Результат | Суперник Результат | Суперник Результат | Місце           |
| ----------------- | --------------------------- | ------------------------ | ------------------ | ------------------ | ------------------ | ------------------ | ------------------ | --------------- |
| Річардас Беранкіс | одиночний розряд (чоловіки) | Міллман (AUS) L 0–6, 0–6 | Завершив виступ    | Завершив виступ    | Завершив виступ    | Завершив виступ    | Завершив виступ    | Завершив виступ |

## Важка атлетика
| Спортсмен         | Категорія           | Ривок     | Ривок | Поштовх   | Поштовх | Загалом | Місце |
| Спортсмен         | Категорія           | Результат | Місце | Результат | Місце   | Загалом | Місце |
| ----------------- | ------------------- | --------- | ----- | --------- | ------- | ------- | ----- |
| Аурімас Дідзбаліс | до 94 кг (чоловіки) | 177       | =2    | 215       | 3       | 392     | 3     |

## Боротьба
Легенда:
- VT – Перемога на туше.
- PP – Перемога за очками – з технічними очками в того, хто програв.
- PO – Перемога за очками – без технічних очок в того, хто програв.
- ST – Перемога за очками – без технічних очок в того, хто програв and a margin of victory of at least 8 (Greco-Roman) or 10 (freestyle) points.

Греко-римська боротьба
| Спортсмен          | Категорія | Кваліфікація       | 1/8 фіналу             | Чвертьфінал        | Півфінал           | Втішний поєдинок 1 | Втішний поєдинок 2 | Фінал / БМ         | Фінал / БМ |
| Спортсмен          | Категорія | Суперник Результат | Суперник Результат     | Суперник Результат | Суперник Результат | Суперник Результат | Суперник Результат | Суперник Результат | Місце      |
| ------------------ | --------- | ------------------ | ---------------------- | ------------------ | ------------------ | ------------------ | ------------------ | ------------------ | ---------- |
| Едгарас Венцкайтіс | до 66 кг  | Bye                | Stäbler (GER) L 1–3 PP | Завершив виступ    | Завершив виступ    | Завершив виступ    | Завершив виступ    | Завершив виступ    | 11         |